# Guaratuba
Guaratuba è un comune del Brasile nello Stato del Paraná, parte della mesoregione Metropolitana de Curitiba e della microregione di Paranaguá. Si trova a 90 km dalla capitale dello Stato Curitiba.